# Uživo u Lisinskom
Uživo u Lisinskom je peti koncertni album bosanskohercegovačke rock skupine Zabranjeno pušenje, objavljen 1. srpnja 2025. godine na streaming platformama. 

## Pozadina
Zabranjeno pušenje i njihov frotnmen Davor Sučić pokrenuli su projekt "Neuštekani" (prijevod engleske riječi Unplugged) u kojem izvode svoje pjesme na akustičnim instrumentima.

## Snimanje
Sve pjesme, ukupno 28, snimljene su 8. veljače 2025. godine na koncertu pod nazivom "Zabranjeno pušenje kao Neuštekani" u Koncertnoj dvorani Vatroslava Lisinskog u Zagrebu.

## Promocija
Na dan objave albuma, skupina je objavila novi glazbeni spot za pjesmu "Fildžan viška". Ovo je drugi videospot iste pjesme. Prvi videospot objavljen je 1998. godine, kada je pjesma predstavljena kao četvrti singl s albuma Fildžan viška.

## Popis pjesama
Izvor: Apple Music, Spotify
| 1.      | »Halid 'mjesto Halida«          | Fildžan viška, 1997.                | 6:21  |
| 2.      | »Gospođa Senada«                | Šok i nevjerica, 2018.              | 5:01  |
| 3.      | »Amilina pjesma«                | Šok i nevjerica                     | 4:40  |
| 4.      | »Nema više«                     | Hodi da ti čiko nešto da!, 2006.    | 4:17  |
| 5.      | »Arizona Dream«                 | Bog vozi Mercedes, 2001.            | 5:26  |
| 6.      | »Blues predsjednika opštine«    | Karamba!, 2022.                     | 5:50  |
| 7.      | »Pismo Elvisu«                  | Fildžan viška                       | 7:26  |
| 8.      | »Dobro dvorište«                | Hodi da ti čiko nešto da!           | 4:34  |
| 9.      | »Bog vozi Mercedes«             | Bog vozi Mercedes                   | 5:37  |
| 10.     | »Dok čekaš sabah sa šejtanom«   | Dok čekaš sabah sa šejtanom, 1985.  | 6:38  |
| 11.     | »Počasna salva«                 | Bog vozi Mercedes                   | 6:48  |
| 12.     | »Lijepa Alma«                   | Bog vozi Mercedes                   | 4:08  |
| 13.     | »Boško i Admira«                | Radovi na cesti, 2013.              | 5:02  |
| 14.     | »Takvim sjajem«                 | Hodi da ti čiko nešto da!           | 5:14  |
| 15.     | »Laku noć stari«                | Hodi da ti čiko nešto da!           | 4:57  |
| 16.     | »Sve po starom«                 | Šok i nevjerica                     | 5:02  |
| 17.     | »Kad dernek utihne«             | Fildžan viška                       | 5:43  |
| 18.     | »Pos'o, kuća, birtija«          | Agent tajne sile, 1999.             | 4:36  |
| 19.     | »Lutka sa naslovne strane«      | Dok čekaš sabah sa šejtanom         | 4:28  |
| 20.     | »Kažu mi da novog frajera imaš« | Dok čekaš sabah sa šejtanom         | 3:56  |
| 21.     | »Karabaja«                      | Bog vozi Mercedes                   | 6:23  |
| 22.     | »Balada o Pišonji i Žugi«       | Pozdrav iz zemlje Safari, 1987.     | 7:41  |
| 23.     | »Djevojčice kojima miriše koža« | Dok čekaš sabah sa šejtanom         | 3:56  |
| 24.     | »Javi mi«                       | Male priče o velikoj ljubavi, 1989. | 4:04  |
| 25.     | »Fildžan viška«                 | Fildžan viška                       | 10:50 |
| 26.     | »Šeki is on the Road Again«     | Das ist Walter                      | 5:04  |
| 27.     | »Fikreta (Posljednja oaza)«     | Pozdrav iz zemlje Safari            | 4:00  |
| 28.     | »Jugo 45«                       | Agent tajne sile                    | 5:47  |
| 2:33:29 |                                 |                                     |       |

## Izvođači i osoblje
Zabranjeno pušenje
- Davor Sučić "Sejo Sexon" – vokal
- Toni Lović – akustična gitara
- Branko Trajkov "Trak" – bubnjevi, prateći vokal
- Robert Boldižar – violina
- Dejan Orešković "Klo" – bas-gitara
- Anđela Zebec – vokal, prateći vokal, udaraljke
- Tomislav Goluban – usna harmonika

Produkcija
- Toni Lović – produkcija
- Dario Vitez – izvršni producent, voditelj turneje

Dizajn
- Dario Vitez – dizajn omota
- Goran Milašinović – grafička izvedba omota
- Saša Midžor Sučić – fotografija

## Vanjske poveznice
- Uživo u Lisinskom na zabranjeno-pusenje.com